# Do It Again (canción de The Chemical Brothers)
«Do It Again» es una canción del dúo británico de música electrónica The Chemical Brothers, incluida como el quinto sencillo de su sexto álbum de estudio, We Are the Night (2007). La canción presenta a Ali Love y fue lanzada como el primer sencillo del álbum el 18 de junio de 2007 como un CD sencillo. «Do It Again» alcanzó el puesto número 12 en la lista de sencillos del Reino Unido y alcanzó el número dos en Italia. El video musical de la canción fue dirigido por Michael Haussman y está ambientado en la zona rural de Marruecos. La canción fue nominada en la 50.ª edición de los Premios Grammy a la Mejor Grabación Dance, pero perdió ante «LoveStoned/I Think She Knows» de Justin Timberlake.

## Muestras
Las primeras versiones de la canción incluían una muestra de la canción «On a Journey» de Elektrik Funk (la línea «I sing the funk electric»). En el último minuto, se eliminó y se reemplazó por «Let's turn this thing electric».

## Video musical
El video de «Do It Again» es similar al video musical de «Ya Mama» de Fatboy Slim, el cual incluye una cinta que provoca un baile incontrolable. Tiene lugar en Marruecos y se centra en un niño pequeño y su hermano mayor. El niño más pequeño tiene dolor de muelas, e intentan sacarselas, pero se escapa con su hermano, a quien le ruega que no deje que nadie le quite el diente. Mientras camina por el desierto, una cinta de casete cae del cielo. Es de destacar que la escritura en la cinta es «Chemical Brothers» en árabe, aunque la traducción no es del todo exacta. Los hermanos obtienen un reproductor de cintas y una vez que presionan reproducir, la música los hace bailar sin control. Cuando lo traen a casa, ven que cualquier persona que escuche la música también comienza a bailar. Al hacer autostop en automóviles, motocicletas y en la parte superior de los autobuses, viajan a una ciudad más grande a un mercado donde usan la música hipnótica para ayudarlos a robar dinero de un banco. Con él reemplazan el diente del niño por uno de oro y regresan a casa. Fue dirigido por Michael Haussman.

### Créditos
- Dirección: Michael Haussmann
- Dirección de fotografía: Nicola Pecorini
- Productora: HSA Productions

## Lista de canciones
| CD (Reino Unido) |                                        |          |  |
| N.º              | Título                                 | Duración |  |
| 1.               | «Do It Again» (edit)                   |          |  |
| 2.               | «Do It Again» (Oliver Huntemann remix) | 6:09     |  |

| Vinilo 7" (Reino Unido) |                      |          |  |
| N.º                     | Título               | Duración |  |
| 1.                      | «Do It Again» (edit) |          |  |
| 2.                      | «No Need»            |          |  |

| Vinilo 12" (Reino Unido) |                              |          |  |
| N.º                      | Título                       | Duración |  |
| 1.                       | «Do It Again» (extended mix) |          |  |
| 2.                       | «Clip Kiss»                  |          |  |

| CD (Europa) |                                        |          |  |
| N.º         | Título                                 | Duración |  |
| 1.          | «Do It Again» (edit)                   |          |  |
| 2.          | «Do It Again» (Oliver Huntemann remix) |          |  |
| 3.          | «No Need»                              |          |  |

| CD (Estados Unidos) |                                           |          |  |
| N.º                 | Título                                    | Duración |  |
| 1.                  | «Do It Again» (extended mix)              |          |  |
| 2.                  | «Do It Again» (Oliver Huntemann remix)    |          |  |
| 3.                  | «Do It Again» (Audion's House Arrest mix) |          |  |
| 4.                  | «Clip Kiss»                               |          |  |
| 5.                  | «No Need»                                 |          |  |

| Vinilo 12" (Estados Unidos) |                                           |          |  |
| N.º                         | Título                                    | Duración |  |
| 1.                          | «Do It Again» (extended mix)              |          |  |
| 2.                          | «Clip Kiss»                               |          |  |
| 3.                          | «Do It Again» (Audion's House Arrest mix) |          |  |

| iTunes y Napster (Estados Unidos) |                                        |          |  |
| N.º                               | Título                                 | Duración |  |
| 1.                                | «Do It Again»                          |          |  |
| 2.                                | «Do It Again» (extended mix)           |          |  |
| 3.                                | «Do It Again» (Oliver Huntemann remix) |          |  |
| 4.                                | «Clip Kiss»                            |          |  |

## Posicionamiento en listas
| Lista (2007)                           | Mejor posición |
| -------------------------------------- | -------------- |
| Austria (Ö3 Austria Top 40)            | 59             |
| Bélgica (Flandes) (Ultratop 50)        | 8              |
| Bélgica (Valonia) (Ultratop 50)        | 29             |
| Unión Europea (Eurochart Hot 100)      | 19             |
| Alemania (Offizielle Deutsche Charts)  | 65             |
| Italia (FIMI)                          | 2              |
| Países Bajos (Mega Single Top 100)     | 26             |
| Escocia (Scottish Singles Sales Chart) | 7              |
| España (Top 100 Canciones)             | 3              |
| Suiza (Schweizer Hitparade)            | 86             |
| Reino Unido (UK Singles Chart)         | 12             |
| Reino Unido (UK Dance Chart)           | 1              |

| Lista (2007)  | Posición |
| ------------- | -------- |
| Italia (FIMI) | 38       |